# 宇智波佐助
宇智波佐助（うちはサスケ，Uchiha Sasuke）是日本动漫作品《火影忍者》中的第二男主角。與本作的男主角漩渦鳴人及女主角春野櫻三人皆是木葉忍者村由老師旗木卡卡西帶領的第七小隊成員。宇智波一族擁有強大瞳術寫輪眼的血統，後續卻因故遭佐助的兄長宇智波鼬滅族，導致佐助一心只剩復仇，希望得到足以殺死兄長的強大力量。佐助在中忍考試第二階段遇到潛入木葉忍者村、欲以佐助的身體作為轉生容器以獲得寫輪眼血統的大蛇丸，被大蛇丸將咒印留在脖子上，成為佐助叛逃向大蛇丸追求強大力量的契機。在第四次忍界大戰中與漩渦鳴人及春野櫻共同封印大筒木輝夜，被合稱為新的木葉三忍。佐助現多作為輔助火影的角色，在村外調查。

## 關於名字
佐助的名字來源於傳奇忍者猿飛佐助（故事中則是第三代火影的父親）。他的姓在日語中的發音和“紙扇”的發音相似，而這也是宇智波一族的紋章。

## 人物

### 個人檔案
- 名字：宇智波佐助
- 性格：冷傲、冷酷、逞強、自制力強、外冷內熱
- 喜愛的食物：番茄、飯糰（柴魚口味）
- 討厭的食物：納豆、甜食
- 想挑戰的對手：宇智波鼬、木葉高層、漩渦鳴人、旗木卡卡西
- 父親：宇智波富岳
- 母親：宇智波美琴
- 兄长：宇智波鼬
- 妻子：春野櫻
- 女兒：宇智波佐良娜
- 第七班：漩渦鳴人、春野櫻
- 師父：卡卡西、大蛇丸
- 曾加入組織：蛇、鷹、曉
- 第七班老師：旗木卡卡西
- 弟子：漩渦慕留人
- 主要查克拉屬性：火、雷
- 査克拉屬性：風、雷、水、火、土、陰[4]
- 喜愛的字句：力量
- 興趣：修煉、散步、旅行
- 忍者學校畢業年齡：12

### 外表與性格
宇智波佐助是旗木卡卡西領隊的第七班的前成員，特徵是黑色中分短髮，後方稍翹，黑瞳孔，早期通常穿著藍短袖高領上衣與白短褲（中忍考試後期一度改穿黑色連身衣）。故事開始時，佐助在木葉被公認為同齡忍者中的天才，無論做什麼都比別人強，而且非常輕鬆，總是一副冷酷的姿態，臉蛋清秀，非常受女孩歡迎。同期的漩渦鳴人因意外奪走佐助的初吻而遭春野櫻等女同學圍毆。
宇智波一族在佐助幼年時即遭佐助之兄長宇智波鼬殘忍滅族，導致佐助一心只想追求更強大的力量，以殺死宇智波鼬復仇，同時也開始注意並在意同樣無父無母的鳴人。自忍者學校畢業後，與鳴人、小櫻一同編進由旗木卡卡西指導並帶領的第七班，在執行任務的期間慢慢受鳴人、小櫻、卡卡西給予同伴及家人的羈絆感情影響，讓佐助的性格柔和了不少，開始懂得為同伴著想，甚至曾不惜冒著犧牲性命的風險為鳴人擋住敵人的攻擊，差點連仇都還沒報就身亡。
在大蛇丸發動的「毀滅木葉計畫」失敗後，佐助因故遇見宇智波鼬，並在發動攻擊後發現自己的力量相較於鼬實在太過渺小。與仇人重逢而重拾復仇怒火的他決定離開木葉忍者村，接受覬覦佐助肉體但實力強大的大蛇丸的指導，以取得足以復仇的力量。此後，對力量的執著追求一直左右著他人生中的重大抉擇。
在第二部（疾風傳）劇情中，佐助除能力大幅提高（被列為S級叛忍）外，裝扮也有相當大的變化，初期改穿純白敞胸和服，大面積露出胸肌和腹肌，下著黑色長褲配注連繩，並攜帶一把直刀（草薙劍）作為武器。上衣部分在與地達羅後至與宇智波鼬對戰期間改穿黑色敞胸背心。此時階段的佐助雖為了提升能力而與許多人對戰，卻均盡量不取敵人的性命。
在與宇智波鼬決戰中倒下，並從鳶口中得知宇智波滅族事件背後的陰謀後，深感悲憤的佐助除了萬花筒寫輪眼開眼外，裝扮方面，上身更換為白色短袖拉鍊裝，露出鎖骨和胸口，並一改長久以來的中分髮型，以瀏海遮蓋額頭；個性則變得更為殘忍，不同於第二部前期盡量不殺生，在戰鬥中屢屢施展致命招式；移植鼬的雙眼提升瞳力後，佐助上衣的拉鍊改拉到下巴處，經過被穢土轉生的哥哥及歷代火影們告知當年宇智波滅族事件的全部真相和與村族相關的解答後，心態及目標大為轉變，願為木葉的將來挺身面對宇智波斑等強大敵手，甚至以成為火影為目標。

### 身世與經歷
佐助的童年一直生活在哥哥宇智波鼬的陰影下。鼬8歲能夠使用寫輪眼，13歲擔任暗部分隊長，天賦極佳。即使是佐助也無法望其項背。族員們也都認為鼬是宇智波家族的未來。特別是佐助的父親--宇智波富岳，對鼬的讚賞之情溢於言表。為了向父母證明自己的能力，佐助非常刻苦的修行。但即使如此，還是無法超越鼬設立的一個又一個的高峰。鼬意識到佐助內心的掙扎後，試圖讓父親轉移一部分注意力到佐助身上，而且還答應幫助佐助修行。雖然經過鼬的努力，父親開始在佐助身上多花時間，但是仍然只是一小部分。而且鼬也沒兌現過他要幫助佐助修行的承諾，總是推了佐助的額頭後說明天還有任務。
隨著時間的推移，鼬漸漸地和族員起了矛盾。他開始不用心做任務，而且越來越不可靠。而同時，鼬又不斷地刺激佐助，激勵佐助超過自己。因為鼬的變化，佐助的父親也越來越多地開始關注佐助的成長。他教佐助「火遁·豪火球之術」，佐助刻苦練習，很快就學會了。父親對佐助很滿意，說：「真不愧是我的兒子……」，而這句話通常都是只對鼬說的。最後父親叫佐助不要追隨他哥哥的腳步。
（以下涉及據透，請斟酌觀看）
在鼬被族人懷疑殺死了宇智波止水（真相是止水的左眼被段藏奪走後，將其剩餘的右眼給予鼬，再從山崖跳下去自殺）之後不久的一天夜裡，佐助回到家中，發現所有的族人全都死了。然後在自己家裡，他看見鼬站在父母的屍體旁邊。佐助通過鼬的萬花筒寫輪眼看到了鼬殺死雙親和全村人的過程，異常恐慌。鼬放過了佐助，說他太弱了，不值得一殺（其實是鼬在保護佐助，不想讓佐助陷入宇智波與木葉的紛爭，而且自己對弟弟不忍心下手）。鼬還慫恿佐助要想超過他，就必須通過對他的仇恨來獲得力量。並告訴佐助，他有機會可以跟自己一樣得到萬花筒寫輪眼，只要像他一樣，殺死和自己最親密的朋友。從那以後，佐助就開始了孤兒的生活，也開始以憎恨的力量生存。而他的目標也變的非常清晰——不惜一切代價獲得力量，從而殺死鼬為宇智波一族復仇；除了在第七班與鳴人、小櫻、卡卡西相處並得到朋友及家人的羈絆時，才短暫讓佐助移開對復仇的專注。
和漩渦鳴人、春野櫻在第四次忍界大戰中被稱為木葉的新三忍 。

## 劇情表現

### 第一部

#### 波之國篇

在第七班時的佐助

成為第七班成员之後，佐助對隊員並不關心。他既不搭理漩渦鳴人的挑釁，對春野櫻的示愛舉動也很冷淡。當第七班開始旗木卡卡西的鈴鐺測試时，他從一開始就决定獨自對付卡卡西，根本没打算要兩個隊友幫忙。在卡卡西毫不客氣地向他指出這一點後，佐助見識到要成為一個忍者，就必須和隊友合作。於是他寧願不服從卡卡西的禁令，把自己的便當分给被處罰被綁在木樁上看別人吃午餐的鳴人吃，也因此成就了第一批通過卡卡西測試的下忍。
第七班的第一個重大任務是護送橋樑建築師--達茲納去波之國。出發不久，他們就遭到了鬼兄弟的偷襲。面對兩個霧隱忍者村的中忍，鳴人被嚇呆了失去了抵抗能力。而佐助則充分發揮自己的能力抵抗了一時，直到卡卡西前來救援。而後，在卡卡西被桃地再不斬用「水遁·水牢術」困住，佐助和鳴人合作，將變化成「風魔手裏劍·影風車」的鳴人加上自己的手裏劍藏在影子裡一同擲出，靠著和鳴人極佳的默契解開了再不斬對卡卡西的束縛。在卡卡西擊敗再不斬以後，卡卡西用爬樹練習教鳴人、佐助和小櫻如何控制查克拉。小櫻最先成功，在鳴人問了小櫻訣竅後，佐助頭一次臉紅的向鳴人問小櫻說的訣竅是什麼。鳴人和佐助開始互相競爭、扶持，很努力練習，最後都都爬到了樹頂。
假死的再不斬帶著他的跟班白一星期後再次出現向在第七班面前。佐助的對手是擁有血繼限界的白。由於訓練的緣故，佐助很快跟上了白的速度。白為了擺脫劣勢，使出「秘術·冰遁·魔鏡冰晶」將佐助困在其中。此時，匆忙趕到的鳴人衝動地踏進了白的陷阱。佐助在和白的戰鬥中不斷嘗試，最終喚醒了自身的血繼限界寫輪眼（其中右眼有一個勾玉，左眼則是兩個）。這時的佐助不但可以看穿白在鏡中光速般的移動，甚至還可以掩護重傷的鳴人。白利用這一弱點，攻擊鳴人以造成佐助的破綻。佐助明知是計，仍然用自己的身體幫鳴人擋下攻擊。為了掩飾對鳴人的珍惜，他在彌留之際嘴硬強辯說，他這樣做不是為了救鳴人，只是身體不由自主罷了。最終，憤怒的鳴人覺醒了九尾部分的力量擊敗了白。而佐助也只是昏死過去，不久就恢復了知覺。第七班順利地完成了任務，回木葉忍者村復命。

#### 中忍考试篇
中忍考試之前，李洛克前來挑戰。佐助認為自己的寫輪眼可以複製任何招數，並沒有把小李放在眼裡，就答應了。但他錯誤地估計了形勢，小李在速度上佔盡優勢，儘管佐助的寫輪眼能夠看穿小李的動作，身體卻仍跟不上。雖然兩個人沒有分出勝負（小李正要使出「表蓮華」即被阿凱阻止），讓小李占優勢的事實還是讓佐助非常不爽。在筆試中，佐助發現自己一題也不會。但聰明的他很快意識到考試的重點在於考驗如何在不被發現的情況下抄襲。佐助利用自己的寫輪眼，透過複製考場內的暗樁的寫字動作，完成了考題。
在中忍考試的第二部分開始後不久，佐助和小櫻在死亡森林遭到變裝的大蛇丸的攻擊。在大蛇丸的「死亡預覽術」之下，佐助內心非常恐懼，渾身發抖以致於沒有還手之力。就在佐助為了保住性命，要將捲軸交給大蛇丸的時候，鳴人適時地出現並阻止了佐助。在鳴人使用了部份九尾的力量和大蛇丸戰鬥時，佐助驚奇地發現鳴人居然身手敏捷，完全不是吊車尾的形象。雖然鳴人無法打敗大蛇丸，但這一舉動激發了佐助的鬥志。他用綁著線的風魔手裏劍將大蛇丸制住，並用火遁忍術延線燒毀了大蛇丸的臉。就在佐助以為已經戰勝大蛇丸的時候，出於對佐助能力的滿意，大蛇丸給佐助種下了天之咒印。佐助痛苦的倒下了，而大蛇丸離開前告訴小櫻，佐助遲早會來找他獲取力量。

咒印下的佐助

鳴人力竭倒下，佐助也因為中了咒印的緣故，和鳴人一樣失去了知覺，而小櫻在一旁照料。就在這時，一群音之忍者奉大蛇丸之命來幹掉佐助（實則為測試佐助實力的一環）。小櫻和先後趕來的李洛克和第十班苦苦和三名音忍周旋，但戰況仍不利，小櫻還在過程中斬斷長髮並受了重傷。 日向寧次帶領的第三班其他成員趕到，正當他們準備和音忍作戰時，佐助的身體適應了咒印並甦醒過來。憤怒的佐助渾身佈滿咒印黑色的花紋，詢問小櫻是被誰打成重傷，並向以滿不在乎的口氣承認攻擊小櫻的薩克展開攻擊。由於咒印的力量，佐助佔據了絕對優勢。他用非常暴力的手法扭斷了薩克的手臂，並且準備繼續向其他兩名音忍復仇。小櫻察覺到咒印狀態的佐助失去了控制，一把抱住佐助求他停手。小櫻的舉動讓佐助恢復了正常。在一旁驚恐萬狀的音忍們留下捲軸，趕緊逃離了現場。
在考試的初試選拔中，佐助的對手是音忍的赤胴鎧。在比賽前，卡卡西警告佐助不要使用寫輪眼及忍術，否則可能會引發咒印（因為查克拉流動會令咒印產生反應），並會在咒印發動時，直接將佐助淘汰。戰鬥開始後，鎧使用他的吸收查克拉的忍術大量地吸取佐助的查克拉，佔了很大優勢。在不能使用寫輪眼及忍術的情況下，佐助將他從小李那裡拷貝來的體術稍加變化成為「獅子連彈」，一招擊敗了對手。比賽過後，卡卡西封印了佐助身上的咒印以阻止它的發作。大蛇丸突然出現，告訴卡卡西和佐助，如果佐助自己願意，咒印是無法被封印的。大蛇丸在和卡卡西對峙了一陣後離開了。為了防止佐助經受不起力量的誘惑而使用咒印，卡卡西在接下來的一個月時間裡（中忍考試最終場比賽前）單獨陪佐助訓練。
佐助在和卡卡西的訓練期間，學會了卡卡西的成名絕招「雷遁·千鳥」，同時也修練了先前複製的小李的高速體術技巧。佐助在中忍考試最終場比賽時，對手是當時實力早已遠超下忍的砂隱村忍者我愛羅。戰鬥開始時，佐助模仿小李，以高速的體術壓制我愛羅，我愛羅不得不用絕對防禦將自己用堅硬的沙殼包圍起來，並在砂殼中準備反擊。佐助趁此機會首次使用了「千鳥」，結果穿透了「砂的絕對防禦」，重傷我愛羅。

#### 毀滅木葉篇
與此同時，砂忍和音忍的木葉崩潰計劃開始實施。受傷的我愛羅在砂忍的掩護下欲暫時撤退。佐助奉命追擊我愛羅。追上我愛羅後，佐助不顧所剩無幾的查克拉，接連使出千鳥，導致咒印反噬，但也切斷了我愛羅用沙所凝成的一隻手臂。被激怒的我愛羅使用守鶴的力量反擊佐助。而佐助則由於咒印的緣故，體力不支倒下了。緊急關頭上鳴人正好趕到，一番苦戰後擊敗我愛羅。佐助對於鳴人在這一戰中表現出的實力，表現出驚訝和嫉妒。

#### 綱手搜索篇
在得知旗木卡卡西被突然出現在木葉忍者村的宇智波鼬擊敗後，佐助去探望卡卡西以打聽消息。從卡卡西那裡，佐助得知鼬回到木葉的目的是要尋找鳴人。於是他立刻動身去找鳴人，以向鼬復仇。等找到鳴人的時候鼬已經先到一步。佐助使出絕招「千鳥」殺向鼬，但立刻被鼬隨手破解了。雖然佐助不屈不撓的繼續攻擊，但鼬似乎對他缺乏興趣，使用「幻術·月讀」並重擊佐助的肚子讓他吐血，毫不留情地擊潰了佐助。鼬對佐助說：「你很弱，為什麼會這麼弱呢？是因為你對我的憎恨...還不夠深。」在鼬用「天照」跟干柿鬼鮫一起逃脫後佐助被自來也救起，送去木葉的醫院養傷。

#### 佐助奪還篇
綱手回到木葉後治癒了佐助的傷勢。在醫院治療期間，佐助回憶起他在第七班的歷程。他發現自己仍然太弱小，既無法打敗鼬，甚至還被從前的吊車尾鳴人超過。心情抑鬱的他和前來探望他的鳴人在醫院進行了一次對決。雖然這次對決被趕來的卡卡西阻止，但佐助發現鳴人的新忍術「螺旋丸」威力與千鳥差距之大，內心更加不平。卡卡西在事後勸說佐助不要過於執著對力量的追求，但佐助已經積重難返。這時，大蛇丸派來的音忍四人眾吸引了佐助的注意。佐助認識到大蛇丸給予的咒印之力量後，決定跟隨音忍們離開了木葉，追隨大蛇丸以換取更強大的力量。
在佐助離開村子之前，被小櫻追上。小櫻極力勸說佐助留下，並表白了對佐助的愛意，希望能幫佐助變強。佐助聽完了小櫻的告白，說句「謝謝」後擊昏小櫻，離開了村子。在路上，佐助再次碰到了音忍四人眾。這一次音忍給了佐助提升咒印狀態的藥丸，然後將吃下藥丸昏死的佐助封印到特製的棺桶中一起離開了。
在音忍一行往大蛇丸方向去的時候，一支由鳴人、犬塚牙、日向寧次和秋道丁次組成的小隊在身為中忍的奈良鹿丸的帶領下開始了營救佐助的任務。途中，小隊的隊員分別先後和音忍四人眾的成員進行單挑。這期間君麻呂出現帶走了棺桶，但仍被鳴人追上。這時佐助完成了咒印的升級，破桶而出。恰巧小李趕到，拖住了君麻呂。而鳴人最終在終結之谷追上了佐助。
佐助與鳴人開始激烈的對戰。起先鳴人使用體內九尾的力量佔據上風。但佐助在對陣中升級了他的寫輪眼（至三個勾玉）將鳴人打敗吐血。這時鳴人讓九尾的查克拉環繞在自己周圍，並長出一條尾巴。而佐助則進入了咒印的狀態二，變成鷹的形態。兩人各自使出絕招，鳴人九尾力量下的紅藍色「螺旋丸」和佐助咒印狀態下的黑色千鳥在終結之谷的大瀑布上對衝。在僵持狀態下，佐助擊中了鳴人的胸口，鳴人則在佐助的護額上劃出了一條裂痕。大爆炸後鳴人昏倒躺在地上，佐助在大雨中突然一陣劇痛，跪下後剛好臉就在鳴人近距離的正上方，佐助看著他，不忍殺死鳴人，便直接離開前往大蛇丸處（事後嘴硬表示當時不願依照鼬告知的方式取得力量），只留下被鳴人劃出裂痕的護額（在被卡卡西阻止的那次決鬥中，鳴人要求佐助先帶上護額，而佐助認為鳴人不可能能在他額頭上留下任何傷痕） 。

### 第二部

#### 佐助再會篇

第二部中初次出场的的佐助（天地桥侦查任务篇）

第二部劇情開始時，佐助的面貌沒有太大的變化，開始穿著和服。他依然冷酷和盲目追求力量，而且斬斷了與鳴人和小櫻之間的牽絆，全心地去追求力量。在三人再次見面的時候，佐助毫不猶豫地攻擊鳴人和小櫻，絲毫不留情面。但另一方面，對於陌生人他反而不大願意隨意殺戮。佐助和大蛇丸之間也僅僅是互相的利用關係。和其他音忍不同，佐助對大蛇丸既不恐懼也不尊重。只有在訓練的時候，他才願意和大蛇丸在一起。佐助沒有佩戴音忍的護額，他身上唯一的標記就是宇智波一族的紋章。
佐助在和祭見面時初次登場。他對祭的出現無動於衷，還對大蛇丸的遲到表示不滿。當祭表示他會比佐助更加地和鳴人合作時，佐助用寫輪眼震懾了祭。此後祭試圖幫助鳴人和小櫻，將佐助帶回木葉忍者村。佐助對眾人的勸說毫不理會，表示只要能殺死鼬就算讓大蛇丸奪走身體也在所不惜，然後就開始攻擊新成立的第七班。
幾輪交手之後，佐助進入鳴人的意識，發現了九尾的秘密。九尾對佐助的出現感到吃驚，並說佐助的寫輪眼和查克拉比自己的還要邪惡，就跟以前的宇智波斑一模一樣。佐助對九尾說的人物毫不知情，然後開始壓制九尾的查克拉。九尾逐漸消散時威脅佐助不要殺死鳴人，否則他會後悔的。兩個人又回到了現實之中，就在佐助準備使用絕招（其動作狀似「麒麟」）將眾人一舉殲滅的時候，大蛇丸和兜出現了。大蛇丸勸說佐助留下第七班，這樣可以削弱曉的力量，便於他對鼬的復仇。於是佐助一行三人就消失了。

#### 自來也VS培因・佐助VS鼬篇
佐助再次出現是在一大群被他打倒的忍者之中，他身上乾乾淨淨就連血漬都沒有沾到。大蛇丸說即使是號稱天才的他在當年也沒有如此實力。由於佐助覺得自己已經沒有什麼可以從大蛇丸那裡學到的了，就在大蛇丸躺在床上養病的時候突然倒戈，用查克拉刀攻擊大蛇丸。而得知其意圖的大蛇丸則現出真身「白鱗大蛇」要奪取佐助的身體。兩人在精神空間裡進行決鬥。在佐助的寫輪眼前，大蛇丸遭到了和當年對戰宇智波鼬時相同的慘敗，而他的精神世界完全被佐助吞併了。
在擺脫大蛇丸的控制以後，佐助釋放了被大蛇丸關押的鬼燈水月。他同水月言明要組織一個新的小隊，並說早有了人選。兩人來到南秘所，「說服」了有特殊能力的管理員香燐入夥，然後釋放了所有的囚犯。佐助最後的一個隊友是重吾，此人是咒印的源頭，雙重性格、有抑制不住的殺人衝動。佐助、水月和香燐來到關押重吾的北秘所，並找到了他。正處於殺人衝動中的重吾與技癢已久的水月打起來，但兩人很快就被佐助用大蛇制服並以強烈殺氣鎮住場面。重吾在佐助的高壓下恢復了正常，重新躲進牢房害怕自己再次出去殺人。佐助對此表示會當重吾的牢籠，阻止他的殺人衝動。接著佐助又言明君麻呂已為他而死，此時重吾終於了解眼前這人，就是君麻呂不惜生命都要將他帶回大蛇丸身邊的宇智波佐助。為了要見識一下佐助到底有甚麼能耐可以令到君麻呂不惜犧牲來換取他，重吾決定加入他們。佐助的四人小隊正式組成，取名為「蛇」，佐助的最大目的是要殺死鼬，而這世界都將因“蛇”的出現而產生變動。佐助跟曉的鳶、地達羅開戰。地達羅雖然使出多種自傲的藝術，但卻因為佐助的雷遁剋制他的土遁炸彈，及不敵寫輪眼而敗陣下來，最後地達羅為了證明自己的藝術自爆，可惜佐助熟練地運用了寫輪眼，進入萬蛇體內用時空間忍術躍入其他空間，成功離開爆炸之地，得以保命，而地達羅則在爆炸中死亡。
另一方面，木葉村收到情報，得知大蛇丸被佐助所殺，便開始進行尋找佐助的任務，而“蛇”的成員香燐發現木葉的人在追蹤佐助，蛇便到曉的根據地，而佐助更遇到鼬，鼬便指示佐助往宇智波一族的故地，來個了斷。途中佐助先到故地南賀的神社大堂，並在那裡的秘密集會場所，發現鼬所指的宇智波瞳術「萬花筒寫輪眼」的存在目的－為了能夠控制九尾的力量。亦得悉萬花筒寫輪眼的使用，最終是會招來失明的命運。
355回中，佐助和鼬的對戰佐助佔上風，從鼬的背後刺了一劍。385回中，似乎這又是鼬幻術所變化出的分身，佐助亦察覺這點，於是用千鳥流攻向身後的另一個宇智波鼬。但從絕的口中得知，其實雙方一直是在進行幻術的攻防，而實際上卻未曾動身。而鼬向佐助透露「宇智波一族」創始人宇智波斑還存在的「事實」（事實上是宇智波帶土冒充宇智波斑），他口中這位「亦師亦友的男人」與其一起消滅全族。又道出萬花筒寫輪眼是有馴服九尾力量之能；只不過使用者要付出代價，因為到最後能力會被封印，並陷入失明的黑暗世界當中。宇智波斑是第一個使用瞳術降服九尾之人；也是全族唯一解開萬花筒寫輪眼另一秘密之人。
356回中鼬道出萬花筒寫輪眼另一秘密，就是能透過奪取族中其他人的萬花筒寫輪眼（雙瞳互換），而保有永遠光明的「新雙瞳」。斑就是這樣從其已故弟弟宇智波泉奈處移植了萬花筒寫輪眼，而創造了有獨特瞳術的新眼睛（當然這也亦非必然發生之事，所以也造就了過往族中的不少慘劇）。故鼬一直就是希望佐助能練成萬花筒寫輪眼，以好作為他的「備用品」，讓他能從弟弟處得到「新雙瞳」；他亦稱他們兩兄弟是對方的「備用品」。他打算超越宇智波斑成為宇智波一族歷史中的頂點。現在他正準備從弟弟處得到他夢寐以求、永不墮入黑暗的眼睛。
然而實際上鼬完全沒有打算奪取佐助的眼睛，加上自己身患重病及當時佐助還沒開啟萬花筒寫輪眼，故不可能獲得永恆萬花筒寫輪眼。鼬假裝自己妄想超越宇智波斑是希望刺激弟弟獲得萬花筒寫輪眼並移植他的眼睛進化成永恆萬花筒寫輪眼，以便能觸發早前在鳴人體內放置有宇智波止水寫輪眼的烏鴉的別天神，強制改變弟弟的想法，讓弟弟「守護木葉」。
357回中，他使用月讀使佐助以為自己的左眼已被他奪去，以圖使其陷入控制當中，但卻反過來被佐助破解了其幻術。389回中，因左眼在「月讀」被破解時受傷，所以行動變得遲鈍化。佐助的「影風車之術」雖擊中了鼬但對他傷害不大，于是對鼬再使用「火遁·豪火球術」，鼬也使出「火遁·豪火球術」還擊，但仍被佐助壓制下來（因咒印的力量，加上鼬把查克拉用於右眼準備發動天照）。此情況下，他決定使出「天照」，把佐助的火焰給完全吞噬，並一度撲向佐助身上；但佐助又利用大蛇丸流替身術，成功潛入地底以避開「天照」之術，並在地底中以「火遁·豪龍火術」觸發襲擊因使用「天照」而不能躲避的鼬。此刻雙方均用盡自身的查克拉力量，鼬的右眼及嘴角均流出鮮血、右手亦被火遁燒傷，似乎已筋疲力盡。佐助雖也用盡查克拉，但為了向鼬報仇，已準備使出極秘之術擊敗鼬。
391回中，原來佐助是透過火遁·豪龍球之術射向天空以製造出雷電，並將雷電之力集中於手中並引向攻擊鼬。這個被佐助名為「雷遁·麒麟」，一舉將鼬所身處的岩石擊得粉碎，佐助亦滿以為鼬的死期已到，但意想不到的是鼬也使出終極防禦，防禦了佐助的轟擊；他亦使出終極之術「須佐能乎」，原作防衛的骷髏慢慢化成巨大的戰神。就在此際隱藏在佐助體內的大蛇丸透過咒印取回自己被奪的力量，趁佐助力量虛耗之際使出「八歧之術」變化出八歧大蛇。但面對「須佐能乎」的強大力量，不僅八歧大蛇紛紛被斬下頭顱，就連潛藏在八歧大蛇內的大蛇丸，被「須佐能乎」的十拳劍刺中後，連同八歧大蛇一起被吸進「須佐能乎」所持的酒葫蘆內，咒印也跟著消失。佐助同樣地也剋制了大蛇丸的控制而平伏過來。但佐助此時已用盡寫輪眼的力量。
面對鼬強大的「須佐能乎」，佐助又沒有使用忍術的查克拉，唯有以引爆符不停的進行攻擊；但這卻被「須佐能乎」所持的「八咫鏡」抵禦過來，鼬更步步迫近。意想不到的是，鼬似乎因使用「須佐能乎」之術而導致身體全面崩潰，口吐大量鮮血（當時的鼬已患重病），在佐助的額頭前輕輕點了一下，在佐助耳邊說了一句密語（「對不起，佐助，這是最後一次了...」），然後力竭去世。佐助看見一旁的鼬再也不動後，淒涼的笑了一笑也接著倒下。

#### 培因來襲篇
佐助醒時發現自己身處異地，而宇智波帶土亦在其面前出現，有關於宇智波鼬的真相亦將被揭開。當佐助看見帶土的真面目時，左眼自動啓動萬花筒寫輪眼，使出了「天照」；據帶土所說，鼬在臨死前把自己少許的瞳力注入了佐助體內，目的是保護佐助，不讓帶土（鼬以為他是斑）接近他。又從帶土的口中聽到鼬殺害全族，是因為木葉高層所下達的命令而感詫異。佐助終於明白鼬一直以來的行動，除了為了木葉，也是為了保護自己（如：消除了身上的天之咒印、給予其萬花筒寫輪眼的力量等），不禁流下男兒淚。 然而，他卻選擇走上與兄長完全相反的道路。他目前與蛇小隊眾人會合，改隊名為「鷹」，並確定了新的目標為「毁滅木葉」，以他的方式復興宇智波家族。他將與帶土所率的「曉」聯手，除目標是針對木葉的上層外，亦協助捕捉另一頭尾獸。目前身處在雷之國，使幻術迫使來自夜月一族的雲忍供出八尾人柱力的位置，並前往雲雷峽，向八尾直接道出要把他抓走。
佐助與八尾人柱力殺人蜂交鋒，面對精通刀法、雷遁，而且還擁有尾獸力量的殺人蜂。佐助連續兩次被其擊倒，甚至連內臟及胸口都被殺人蜂的「雷黎熱刀」活生生地挖出來，一度瀕死。但鷹小隊的香燐和重吾卻把他救活，因而惹惱了人柱力，並現出巨牛真身，水月為了保護虛耗過度的他們離開，自願殿後阻擋八尾，可是不消一刻便被其擊昏……佐助眼見身邊的隊友們為了保護自己不惜犧牲性命，又突然想起了在木葉時跟鳴人、小櫻一起，內心再度感到猶豫和孤單，開啓了左眼的萬花筒寫輪眼，使出了鼬傳承的忍術「天照」，來個絕地反擊，熊熊的黑色火焰在八尾身上燃點，將八尾逐步吞噬；而八尾在掙扎間，竟將一團火焰撥向香燐，香燐頓時昏倒在水中，身上的火焰也同樣燃燒，重吾勸佐助離開，但燃起保護同伴之心的佐助卻不願離去，情急之下竟連右眼的萬花筒寫輪眼也啓動了。奇蹟的是，原來佐助雙眼同開，竟有加具土命，不單把香燐身上的火給熄滅，同時也熄滅已昏去的八尾身上的火焰。而佐助們亦完成捕捉八尾的任務（實際上抓到的只是八尾脫下的章魚腳，人柱力早已脫險了），卻驚動了八尾的兄長雷影艾，開啓了有關討伐曉的五影會談。佐助原往木葉趕去，但現在從帶土口中得知曾誣衊自己哥哥的段藏已當上了火影，及出席五影會談，便率鷹小隊往五影會談出發。

#### 五影會談篇
鷹小隊前往五影大會出發途中，遇上「曉」的宇智波帶土及絕，絕答應帶他們到大會目的地。絕卻在大會上暴露佐助來襲的消息，雷影艾率眾前往攻擊佐助，決意為兄弟殺人蜂報仇。雷影在攻擊上一直佔上風,但佐助亦擁有可燒盡一切的「天照」，及作為最強防禦的「須佐能乎」保護自身，但仍受重創，使雷影需要自斷一臂。及後第五代風影我愛羅亦率眾到達，佐助在香燐的引導下避開交鋒並瞬間直闖會談地方，此時段藏乘機逃離眾人的監視。佐助欲追上段藏，但被水影所擋，與水影照美冥展開戰鬥，途中佐助查克拉不足逃走，卻被土影大軒的「塵遁」忍術攻擊。此時宇智波帶土出現，並將受重傷的佐助救了出來後把佐助與香燐轉移到其時空忍術空間內，後來宇智波帶土述說利用各尾獸喚醒「十尾」的計劃後離開現場。
宇智波帶土離開五影大會現場後碰上了段藏，在殺死段藏兩個手下後。段藏已解開手臂上的封印，露出多隻寫輪眼，帶土將佐助和香燐從神威空間放到現場。於是佐助和段藏一觸即發展開戰鬥。佐助的天照和須佐能乎雖然多次命中貌似已將段藏殺死，但段藏卻一再而三的不斷出現，之後佐助對段藏師以幻術，可惜被段藏識穿。利用被幻術稍微牽制段藏的時機，佐助以草薙劍從後襲擊段藏，卻中了段藏的咒印術而動彈不得。就在佐助面臨被段藏反過來砍殺的危機時，佐助開始回憶起斑與他所說關於鼬的事，佐助的須佐能乎開始產生變化，從骷髏狀變成一手持弓一手拿著箭的第二型態的須佐能乎，順勢破解了段藏的咒印術。接著須佐能乎往段藏射出一箭，但是被段藏用木遁術防禦使其偏離軌道沒射中，此時香燐察覺現在段藏就是本體，佐助再對段藏射出一箭，雖然這一箭貫穿了段藏，可惜段藏已經成功發動術逃過一劫，帶土說道段藏所施展的術就是宇智波一族中的禁術「伊邪那歧」。伊邪那歧是一種只須極為短暫的時間就能將施術者包含傷害以及死亡在內的不利因素轉化為夢境，且還能將施術者的攻擊等有利因素轉化成現實，即是能自由控制「幻象」與「現實」的界線對自己施放的究極幻術。
隨著戰鬥時間拖長，佐助和香燐慢慢的看透伊邪那歧的把柄，佐助掌握住伊邪那歧解開的瞬間，與段藏互刺，段藏以為他還有一顆寫輪眼可以持續發動伊邪那歧，卻沒想到是佐助以萬花筒寫輪眼給他施了幻術。段藏很驚訝，因為伊邪那歧其實已經過有效時間而解除了，因此剛才段藏被佐助刺中的攻擊使他身受重傷，也展現了佐助身為宇智波一族又擁有萬花筒寫輪眼的瞳力是段藏所遠遠不及的。佐助接著藉由香燐的能力恢復體力，而段藏因為右手開始反噬（與柱間的細胞有關係），自斷右手之後他把他臉上的繃帶拿下，露出止水的寫輪眼，並馬上劫持香燐。佐助叫香燐不要動，結果佐助卻是用千鳥銳槍連香燐一起往心臟刺上去了，佐助笑著說道：「哥哥，先搞定一個了……。」段藏臨死前企圖用「裏四象封印術」封印佐助，但帶土看破其封印術，叫佐助趕緊跳開躲過一劫。隨後小櫻追上佐助，表示要脫離木葉，跟隨佐助（實際上是刺殺佐助），佐助為了確認她的真心，叫她給香燐最後一擊，沒想到佐助也想殺害小櫻，被卡卡西及時阻止，而卡卡西與佐助卻開始了師徒間的戰鬥。小櫻想趁因眼睛的副作用視線模糊的佐助殺掉，卻因對佐助感情下不了手，在佐助準備反過來刺殺小櫻時——鳴人突然出現解救小櫻。跟鳴人一番對話後，佐助與鳴人各自千鳥和螺旋丸確認雙方的真正想法。
之後帶土抵達現場將佐助帶走，後來佐助接受了移植手術，將鼬的雙眼移植到自己的身上。

#### 第四次忍界大戰篇
面具男鳶（宇智波帶土）的計畫下，為了防範藥師兜趁著戰亂將佐助帶走，特地派遣黑絕與白絕保護佐助，而黑絕前去追查大名的行跡。佐助在得到永恆萬花筒寫輪眼後，遂用其能力--須佐能乎打敗白絕奔赴戰場。他用須佐能乎擊敗一群白絕分身，並抓住一隻白絕以寫輪眼的幻術得知戰況。後來於前往戰場的路上與穢土轉生的宇智波鼬相遇，共同協力對付擁有仙人之力的藥師兜。最後當兜在鼬使出的「伊邪那美」控制下解除穢土轉生時，佐助表示自己仍然要毀滅木葉忍者村，對此鼬將自己所知的事實呈現後消失，令佐助再度陷入迷惘，隨後與鬼燈水月、重吾重新會合，在看過關鍵卷軸後以解邪法印讓大蛇丸透過御洗手紅豆的咒印復活，目的是要見到知曉一切的人。在大蛇丸解除屍鬼封盡及施展穢土轉生後終於見到知曉一切的人們－死去的歷代火影。在聽了歷代火影解釋事情的始末後，決定不能讓鼬和村子化為烏有，接著隨歷代火影、大蛇丸及鷹小隊前往戰場。
到達戰場之後，佐助向在場的各位木之葉忍者宣佈自己希望擔任火影，繼承哥哥的火之意志，改變前代的火影們造成的局面，令眾人感到驚訝。期後佐助會合漩渦鳴人和春野櫻，第七班正式復活。與鳴人及忍者聯軍共同與十尾祭品之力宇智波帶土對抗並戰勝其，戰勝帶土後並與鳴人前往支援第一代火影千手柱間對抗宇智波斑，斑命令黑絕控制帶土用輪迴天生將自己復活之後，其後將尾獸抽出，而當第二代火影千手扉間正偷襲斑時，已經無法戰鬥的柱間則告知佐助如何呼應斑體內的柱間的仙術查克拉並束縛斑的方法，而佐助感到疑惑為何初代火影要告訴他，柱間則說因為佐助與斑的弟弟宇智波泉奈很像，也許斑會心軟。而當扉間已被打得動彈不得時，從後方突襲的佐助被斑用刀貫穿了胸口。佐助在將近瀕死的狀態下失去意識，在五影那邊戰場的香燐亦感知到佐助的查克拉越來越弱，瀕臨死亡，於是與大蛇丸等人突破漩渦狀的柱間人造人的攻擊前去營救佐助，在前往的途中香燐感知到了令人不快的查克拉正在接近佐助。最後發現是兜因認同自我後從鼬施展的幻術--「伊邪那美」中解脫，想保護好佐助並協助他們，並以自己的醫療忍術與柱間的細胞，保住了佐助的性命。
佐助在精神世界中與鳴人的靈體分別在不同次元的冥道和「忍宗始祖」、「六道仙人」大筒木羽衣相見。羽衣告訴佐助忍宗的起源和其兩名兒子的故事，並告訴佐助他就是羽衣的長子因陀羅的轉生者，且繼承其意志之人。在羽衣賜予佐助新的力量並讓他重返戰場後，佐助開啟了左眼輪迴眼，亦以嶄新且迅速的能力開始與鳴人攜手和斑戰鬥。同時左手亦出現月牙的標誌，代表著六道「陰之力」。
在斑發動無限月讀後，佐助使用須佐能乎與第七班逃過無限月讀。期後和鳴人說他倆是人類最後的希望，而小櫻和卡卡西在鳴人身旁才順路救的，藉此希望鳴人别感情用事。但鳴人卻指出佐助心中仍有捨己救同伴的心。而後在與大筒木輝夜的戰鬥中，被輝夜強行拉至另一空間（沙漠），一度陷入無法離開的困境。之後帶土使用萬花筒瞳術「神威」，小櫻使用「百豪之術」
（輔助帶土）欲將之救回，並成功將佐助救出。後與第七班一同封印輝夜後，揚言要將現任五影處以極刑並做出行動把一尾到九尾封印至地爆天星內，但鳴人仍決定出面制止佐助，兩人遂於當年離別的終結之谷再次展開激烈對決，最終，鳴人和佐助均於該場決戰中各失去一隻手臂（鳴人失去前端右臂，佐助則失去前端左臂），身受重傷而不支倒地，直至翌日黎明始再次甦醒。面對如此堅持制止他的鳴人，佐助表示自己對於鳴人的作法感到疑惑不解，自己也想了結自己來贖罪，後提及若要解除無限月讀，就將自己的左眼移植給卡卡西，鳴人則告訴佐助自己早已將他視為朋友，所以無論如何都會分擔他的痛苦，阻止他身陷泥沼。佐助繼而回憶起邂逅鳴人迄今的種種經歷，更因此從鳴人的身上看見已故兄長鼬的影子，笑著承認鳴人才是該場對決裡真正的贏家。
之後，小櫻抵達終結之谷，為重傷倒地的兩者療傷，佐助首次坦然接受内心感情，為先前所鑄下的錯誤向小櫻致歉，並且在返回村裡休養至康復後，告知卡卡西和小櫻他即將再度啟程，遠行他方的計畫。佐助以「這是自己鑄下的錯誤，跟小櫻無關」為由，婉拒小櫻希望與之隨行的請求，但還是在臨行前輕點小櫻的額頭，与三年前离别时呼应，再次说道「謝謝」，並在这次答應他會再度歸來。才離開村子沒幾步路，鳴人出現在佐助的面前，交還當初被自己用九尾查克拉劃過的木葉忍者村護額，佐助則允諾會妥善收藏好這枚護額，直至彼此間的事情真正安定為止。

#### 結局篇
第四次忍界大戰落幕多年後，佐助將刘海蓄長並覆蓋左眼，与小櫻結為夫妻，兩人於婚後育有一女宇智波紗羅妲（うちはサラダ）。但佐助一直在外遊走於各國，自紗羅妲小時候就已經離開村子。

### 慕留人-火影忍者新世代-
佐助在讨伐大筒木一族后留在了村子。他曾参与审问貉，目的是想要知道自己的徒弟漩涡博人手上的印记的来历。见到佐助现身后，“貉”的首领JOJOJ感到惧怕不已。

#### 宇智波紗羅妲篇
火影忍者外傳～緋色花月篇
佐助在旅行中遇到一位少年，身穿宇智波家族的家徽衣服，而且還擁有寫輪眼。當佐助正想盤問少年的時候，少年已經逃走。及後佐助使用通靈鷹將情報告知鳴人，在鳴人與卡卡西商量過後，認為該名少年的身份只有兩個可能，第一就是宇智波家族的倖存者，第二就是大蛇丸的實驗體，於是鳴人便親身會合佐助並打算前往大蛇丸的基地查問究竟。不久，因困惑而緊隨鳴人背後的佐助女兒紗羅妲成功獨自一人在佐助身處的塔中與多年沒見的父親佐助相見，可是佐助卻認為她是此前襲擊他的同伴，並持刀指向紗羅妲。幸好紗羅妲喊出「爸爸」令佐助醒覺持刀指向的是他的女兒，於是放下警覺。紗羅妲面對多年沒見的父親，便一口氣質問佐助很多問題，包括自己的親生母親是誰和相中帶眼鏡的女人是誰等問題，然而佐助卻無情回答紗羅妲說與她無關。轉眼間，黑衣神秘人（本名宇智波信，與子同名）和宇智波信兵團便向他們發動進攻。在雙方對戰時，黑衣神秘人轉向紗羅妲發動進攻，佐助便及時以身擋擊，保護了紗羅妲的安全。然而敵人卻向佐助發動連續攻擊，了然的小櫻及時趕到並以一拳將黑衣神秘人擊倒，不過小櫻卻因此被敵人一起帶進基地。有見及此佐助和鳴人決定一同前往大蛇丸基地查問究竟，將小櫻救出。在救出小櫻後不久，當紗羅妲卻問佐助是否與母親心連心時，佐助肯定回答地回答是，並且說是「因為有你」，此刻紗羅妲終於了解父母之間的關係確實並非如她當初所想。之後佐助便隨小櫻等人回去木葉，並拍下了全家照，不久後又再次踏上旅程。

#### 第二部时期
佐助在和博人一起离开木叶村的三年间，与原来“壳”的成员果心居士相遇并一同对博人进行训练。之后在进行针对十尾的一次潜入调查时发生意外失踪，之后被博人和果心居士找到时已经被十尾封印并被盗取查克拉制造出和自己对应的复制体。

## 術
- 底色為 （杏仁白）色的表示該忍術為動畫、遊戲、劇埸版的原創。底色為 （香檳黃）色的表示該忍術為組合忍術，並非單獨一人能夠使用。

| 招式名稱              | 簡介 | 種類                | 等級 |
| --------------------- | --- | ------------------- | ---- |
| 分身術                | 產生本人殘像分身的基礎忍術。 | 忍                  | E    |
| 變身術                | 外表變成其他人，生物或物品的基本忍術。 | 忍                  | E    |
| 影舞葉                | 把敵人踢飛後，瞬間轉到正在空中以拋物線移動的敵人背後。 | 體                  | C    |
| 草薙之舞              | PS2原創招式，在目標面前瞬間反手拔刀後，瞬間無數次的斬擊目標，最後在收刀之際出現在目標背後，將刀收好時目標才倒下。 | 體                  | -    |
| 獅子連彈              | 空中連擊技，可在「影舞葉」後使用，在空中連擊後，在最後一擊加上地心吸力的衝力，攻擊力顯而易見。 | 體                  | C    |
| 掙脫術                | 被繩子綁住時，藉由自行脫臼或解開繩結以脫離束縛等技術。 | 忍                  | E    |
| 操手裏劍術            | 將高耐久性且半透明的線綁在手裏劍上，射出手裏劍後，以手指操弄手裏劍飛行軌道。 | 忍                  | D    |
| 風魔手裏劍·影風車     | 又稱影手裏劍，射出手裏劍之影子中還藏有另一手裏劍以攻擊死角。 | 忍                  | D    |
| 寫輪眼·操風車三之太刀 | 利用寫輪眼可以洞察及預判行動的功能，預判風車·三之太刀的飛行軌跡，以堅韌的鋼絲來操縱太刀飛行，從而達到將對手捆住的目的。 | 忍                  | C    |
| 解邪法印              | 第二部劇情施展，封邪法印的逆向效果術，佐助曾用此術解除掉紅豆脖子上的咒印，既而使大蛇丸復活。 | 忍                  | -    |
| 大蛇丸流·替身術       | 蛻下一层外皮來脫離對手束縛，是一種不容易穿幫的替身術，但會消耗大量的查克拉。 | 忍                  | -    |
| 影分身之術[注 1]      | 於《火影忍者劇場版：慕留人》中展現，用於諜報的高級分身術。原理是將查克拉均分製造出實體分身，並可同施術者一起行動戰鬥，解除後能將記憶和經驗傳回本體。 | 忍                  | B    |
| 通靈之術              | 佐助是龍地洞的契約者，通靈獸為萬蛇和青蛇。 | 忍                  | B    |
| 通靈之術              | 佐助成立「鷹」組織後，與鷹訂下契約，通靈獸為大老鷹。 | 忍                  | C    |
| 通靈·雷光劍化         | 第二部劇情施展，於手腕的護印中被封印的數種武具，回應主人的需求而展現形體。 | 忍                  | B    |
| 火遁·豪火球           | 以查克拉提練，從口中發出一發大火球，是宇智波一族極擅長的術。 | 忍                  | C[5] |
| 火遁·鳳仙花           | 從口中吐出數個火球，攻擊軌道就像鳳仙花的果實，火球的軌跡可以利用查克拉來操縱，同時也可以在其中加入手裏劍及飛鏢加強威力。 | 忍                  | C    |
| 火遁·豪火球·天來      | PS2原創招式，在他人正上方吐出一發大火球。 | 忍                  | -    |
| 火遁·鳳仙花·落花散    | PS2原創招式，跳躍到他人背後上方時，吐出三個大火球。 | 忍                  | -    |
| 火遁·飛炎彈           | PS2原創招式，火遁·炎彈的進化招。 | 忍                  | -    |
| 火遁·龍火             | 高等級之火遁忍術，在結印之後放出直線型的火焰，速度和威力都是一等一的，威力足夠破壞大型樹木。 | 忍                  | C    |
| 火遁·豪龍火           | 第二部劇情施展，從口中噴出數個龍頭狀的飛行火焰。 | 忍                  | B[6] |
| 雷遁·千鳥             | 將大量查克拉集中於使出突刺的雷手，以高速衝刺，因此會發出有如一千隻鳥鳴叫的聲音，威力足以貫穿人體。此外在第二部劇情後佐助以能將此術長時間維持於掌中，不限於突刺。 | 忍                  | A    |
| 千鳥流                | 第二部劇情施展，全身或四周佈滿電流，意思就是不是用手來使用「千鳥」，而是用全身來使用，缺乏原先「千鳥」的破壞力，目前僅知能使人麻痺、昏厥，亦可用作防禦。 | 忍                  | A    |
| 千鳥銳槍              | 第二部劇情施展，將「千鳥」伸長的形態變化，為貫穿一切的雷電長槍，最多只能伸長5公尺。 | 忍                  | A    |
| 千鳥千本              | 第二部劇情施展，放出多枚查克拉箭，這時「千鳥」可變粗或極細的雷之千本。 | 忍                  | A    |
| 千鳥光劍              | 劇場版「絆」最後出現的雷遁忍術。 | 忍                  | -    |
| 草薙劍·千鳥太刀       | 雷遁查克拉刀，將雷施展在草薙劍上，增強鋒利度，亦可麻痺敵人。 | 忍                  | B    |
| 雷遁奧義·麒麟         | 佐助最強的雷遁忍術，先將高等火遁打向天空把大氣急速加熱，產生上升氣流進而製造出雷雲，運用的不是自己的查克拉而是龐大的大氣能量，在滂沱大雨中引導雷電將對手擊斃。其威力之大、範圍之廣足以山崩地裂，由於落雷只有千分之一秒的時間比音速還快，也就是光速，因此被佐助稱做不可能避開的術。 | 忍                  | S    |
| 千鳥一閃.劍           | 遊戲「激鬥忍者大戰！EX2」中出現的雷遁忍術。 | 忍                  | -    |
| 千鳥·雷鳴             | 在千鳥擊中他人的瞬間，同時釋放出蘊藏於千鳥之中的雷能，將被施術者與眼前的事物都燒成灰燼。 | 忍                  | S    |
| 陰陽遁之術            | 陰陽遁是一種能從無形中創造形態的陰遁與給形態注入生命的陽遁為基礎，是一種"把想像賦予生命的具象化之術"。得到六道陰之力的佐助，有充分發揮陰陽遁之力的可能。（六道陰之力在封印輝夜後已經失去）                                                                                         | -                   | -[7] |
| 六道·地爆天星         | 獲得六道陽之力的鳴人與獲得六道陰之力的佐助合力才能使用的封印術，是一種十分強力的封印術。 | 忍、封、血繼限界[8] | -    |

### 瞳術
佐助的萬花筒寫輪眼（六芒星狀）左眼是天照、右眼是讓天照作型態變化（亦可将天照熄灭）。移植鼬的眼睛後，副作用大幅減弱，永恆萬花筒寫輪眼為複雜六芒星狀。在佐助瀕死時被兜注入柱間細胞，同時得到六道仙人饋贈的六道陰之力，左眼亦進化成六勾玉輪迴眼，可以看破任何虛幻，包括宇智波斑的輪墓，另外還能使用空間調換的特殊瞳術，不過瞳力會因為使用過度導致勾玉數目減少甚至完全消失，需一段時間才能恢復。
| 招式名稱                | 簡介 | 種類                | 等級  |
| ----------------------- | --- | ------------------- | ----- |
| 寫輪眼                  | 可以洞察、複製、催眠、記憶、看見穴絡經脈，可透過顏色來區分査克拉，並看見敵方的下一個動作。而且眼睛上勾玉的數量越多（最多三個），擁有者的反應和能力越強。 | 血繼限界            | -     |
| 萬花筒寫輪眼            | 比寫輪眼更高級的瞳術，例如直接攻擊（天照）、精神攻擊（月讀）、特殊攻擊（神威）等，但因過度使用會使眼睛逐漸失去光明。 | 血繼限界            | -     |
| 永恆萬花筒寫輪眼        | 能夠開萬花筒寫輪眼的情況下，用宇智波鼬所開的萬花筒寫輪眼移植取代，獲得雙重萬花筒寫輪眼的能力，讓萬花筒寫輪眼變成永恆 | 血繼限界            | -     |
| 輪迴眼[9]               | 在得到六道仙人的力量後，左眼開啟輪迴眼，呈現勾玉輪迴眼狀態，若瞳力變弱勾玉便會減少甚至完全消失。在被大筒木桃式所附身的慕留人偷襲下，現已無法使用。 | 血繼限界            | -     |
| 魔幻‧枷杭術             | 寫輪眼擁有的「催眠眼」的幻術能力之一。在術者構築的精神世界裡，被捉之人的四肢會有一種被打進楔子的感覺，身體的自由也完全喪失，同時還伴有物理痛感的錯覺，發揮出拷問般的強大效果。 | 血繼限界、幻        | -     |
| 幻術‧寫輪眼             | 使用寫輪眼釋放出幻術，是一種能發揮寫輪眼最大「催眠眼」能力的幻術。[10] | 血繼限界、幻        | -     |
| 天照                    | 代表「物質界與光」，以日本神祇名字命名的術，由「萬花筒寫輪眼」使出的具有強大破壞力的忍術，是最強的火遁攻擊，使用寫輪眼直視目標，使目標被黑色火焰吞噬，此火焰可燃燒七天七夜，七天之內除非使用封印術才能將其消失，天照的火焰溫度接近太陽(約5500度c)，連火焰都可以吞噬，所以取名「天照」。 | 血繼限界、忍        | -[11] |
| 炎遁·加具土命           | 佐助特有的血繼限界，在「萬花筒寫輪眼」狀態下，將「天照」作型態變化（如針山或劍狀），並將黑炎射出。亦可將加具土命與千鳥混合，並以千鳥發動方式進攻。 | 血繼限界、忍        | -     |
| 炎遁·八坂之勾玉         | 名字取自遊戲《火影忍者疾風傳：終極風暴3》，投擲出附帶炎遁性質的八坂之勾玉，被擊中將會被黑炎燃燒，佐助曾以此招殺死白絕分身。 | 血繼限界、忍        | -     |
| 炎遁·加具土命劍         | 名字取自遊戲《火影忍者疾風傳：終極風暴3》，使用附帶炎遁性質的劍劈向對方，威力等同於尾獸玉，佐助曾以此招殺死白絕本體。 | 血繼限界、忍        | -     |
| 炎遁·豪火球             | 遊戲《火影忍者疾風傳：終極風暴4》中展現，使用炎遁加入進原本的豪火球，使其灼燒能力更上一層。 | 血繼限界、忍        | -     |
| 炎遁·加具土命·飛炎      | 遊戲《火影忍者疾風傳：終極風暴3》中展現，射出黑色的飛炎。 | 血繼限界、忍        | -     |
| 炎遁·須佐能乎·加具土命  | 佐助特有的血繼限界，在「永恆萬花筒寫輪眼」狀態下，將「天照」作型態變化作箭矢，並將黑炎射出。 | 血繼限界、忍        | -     |
| 灼遁·光輪疾風           | 用炎遁·加具土命與鳴人的風遁·螺旋手裏劍一起使用的忍術。此術由波風湊(第四代火影)命名。 | 血繼限界、忍        | -     |
| 灼遁·光輪疾風漆黑矢零式 | 用炎遁·須佐能乎加具土命與鳴人的風遁·超大玉螺旋手裏劍一起使用的忍術。此術由波風湊（第四代火影）命名。 | 血繼限界、忍        | -     |
| 須佐能乎                | 在「萬花筒寫輪眼」開眼後的隱藏瞳術，可將査克拉實體化為魁梧戰神，攻防一體，不同的「萬花筒寫輪眼」之須佐能乎也有所不同。動畫版佐助施展「須佐能乎」時周遭泛著紫色的查克拉。647話佐助的須佐能乎進化成跟斑一樣能長出腳。648話佐助的須佐能乎接了重吾的查克拉後使出仙術須佐能乎。651話佐助和斑一樣把須佐能乎當成鎧甲讓九尾穿在身上。676話佐助在左眼進化成輪迴眼與得到六道陰之力後，使出完全體須佐能乎，能抵抗斑的無限月讀。696話佐助以須佐能乎代替外道魔像作為尾獸查克拉的容器，提取被地爆天星封印的尾獸的查克拉，並將其融為一體注入須佐能乎，大幅提升須佐能乎的戰鬥力。 | 血繼限界、忍        | -[12] |
| 仙術·須佐能乎[13]       | 在漫畫648話中佐助與重吾合力使用的術，由佐助的須佐能乎吸收且適應擁有來自龍地洞自然能量的重吾所釋出咒印查克拉而形成的仙術型態，此時其須佐能乎的全身外表都會覆蓋著重吾的咒印紋案。佐助以此來應對能將除了自然能量以外一切忍術無效化的十尾祭品之力帶土。 | 血繼限界、忍、仙    | -     |
| 威裝·須佐能乎[14]       | 鳴人與佐助對付帶土與桃式時合力使用的力量，由佐助將須佐能乎當成鎧甲讓九尾穿在身上，是一種瞳術與尾獸力量融合的須佐能乎，可大幅提升戰鬥能力。 | 血繼限界、忍        | -     |
| 完全體·須佐能乎[15]     | 呈斗篷狀態的完全體·須佐能乎，把查克拉定型成武士裝甲的高鼻天狗形態，揮刀就可以破壞幾公里土地，瞬間打穿大山，力量能與尾獸匹敵，即代表破壞之意義。在結局篇中，佐助利用須佐能乎與尾獸查克拉融合，形式和外道魔像相似。 | 血繼限界、忍        | -     |
| 須佐能乎·千鳥           | 由完全體須佐能乎使用的千鳥，威力足以與尾獸模式下的鳴人所施展的尾獸玉抗衡。 | 血繼限界、忍        | -     |
| 天手力                  | 佐助輪迴眼的特殊瞳術，只要在特定範圍內，就可以瞬間讓施術者和目標物體（人類或物體）進行交換。在戰鬥中達到迴避攻擊的效果。此外，也能與苦無、刀子等武器跟自己交換用以攻擊敵人。忍術名字源於日本神話「天手力男神」。[16] | 血繼限界、忍        | -     |
| 天手力·千鳥             | 遊戲《火影忍者疾風傳：終極風暴4幕留人》中展現，向敵人丟擲手裡劍，命中後再使用用天手力與手裡劍互換並用千鳥配合加具土命攻擊敵人。 | 血繼限界、忍        | -     |
| 萬象天引                | 以本身為中心，向自己手掌所指定的方向吸引所有物質，施展時掌心出現黑色漩渦。 | 血繼限界、忍        |       |
| 神羅天征                | 以本身為中心，向外全方位排斥走所有的物質和攻擊，並能依査克拉的施放量來決定大小，在常規版的神羅天徵在下次使用期間有約五秒鐘的空隙。 | 血繼限界、忍        |       |
| 地爆天星                | 輪迴眼的能力之一，製造能量球抛向天空，然後產生吸引力，把地上物體吸到表面，形成一個密度極高的巨形球體漂浮在半空。佐助在692話對尾獸們使用幻術後，以其身體作為地爆天星核心，將尾獸們封印。培因天道和宇智波斑也曾使用過本術。 | 忍、封、血繼限界[8] | -     |
| 封術吸印                | 輪迴眼的能力之一，吸收一切屬性的査克拉攻擊。除了幻、體術之外能將忍術及封印術，不管多強多龐大的忍術都能吸取，有如無止盡的黑洞吸回來的査克拉可以自用或消除，也可以直接吸收敵人自身的査克拉。佐助在最後之戰吸走陰九尾提煉給鳴人的查克拉，並想使出最後一次的千鳥殺死鳴人，但因為右眼瞳力變弱的緣故，鳴人利用這個機會反擊把佐助打到岩壁上。培因餓鬼道和宇智波斑也曾使用過本術。 | 封印術、忍          | -     |
| 炎遁·炎雷神             | 動畫原創招式，首先用萬象天引將周圍對手吸引過來，再用炎遁·加具土命使出針山刺穿對方，在動畫第696集展現。 | 血繼限界、忍        | -     |
| 建御雷神                | 遊戲《火影忍者疾風傳：終極風暴4》中展現，用地爆天星將敵人封住再以天照包圍，並使用須佐能乎使出加具土命貫穿敵人。 | 血繼限界、忍        |       |
| 千鳥·星碎               | 遊戲《火影忍者疾風傳：終極風暴4》中展現，為劇場版《最終章》之造型，對目標使出地爆天星後用千鳥將其擊碎。 | 血繼限界、忍        | -     |
| 空間傳送（官方未命名）  | 與神威相似，用輪迴眼製造出通往其他空間的通道，佐助於熟悉輪迴眼能力後會施展此術，但使用過度雙眼瞳力將從左眼勾玉輪迴眼、右眼永恆萬花筒寫輪眼退化成左眼輪迴眼、右眼三勾玉寫輪眼，首次施展出現於外傳《第七代火影與緋色的花月》中。 | 血繼限界、忍        | -     |
| 因陀羅之箭              | 融合外道魔像的尾獸查克拉與須佐能乎，將查克拉以弓箭的形式放射，是目前佐助最強的招數。其威力與鳴人的"六道·超大玉螺旋手裏劍"同等。 | 血繼限界、忍        | -     |
| 六道·神羅天叫           | 遊戲《火影忍者疾風傳：終極風暴4》中展現的奧義，鳴人先將體內九條尾獸的查克拉分送給佐助，佐助再使其變為完全體·須佐能乎·外道魔像，兩人再同時使用六道·超大玉螺旋手裏劍與因陀羅之箭來集中攻擊。 | 血繼限界、忍        | -     |
| 須佐能乎·雙神雷臨       | 遊戲《火影忍者疾風傳：終極風暴4幕留人》中展現的奧義，佐助與鼬分別使出炎遁·加具土命劍以及八坂之勾玉，再一同使出天照焚燒對方，最後使用完全體須佐能乎，從天而降劈出一劍。 | 血繼限界、忍        | -     |
| 地爆天星·天墮           | 遊戲《火影忍者疾風傳：終極風暴4幕留人》中展現的奧義，先使用炎遁·須佐能乎加具土命封鎖敵人，在使用完全體須佐能乎配合地爆天星與天照製造出九顆隕石攻擊。 | 血繼限界、忍        | -     |

### 咒印型態（已無法使用）
被大蛇丸賦予的咒印使佐助擁有可變化為灰藍長髮，手掌形的雙翼（雙翼若毀損可以長出白蛇代替），灰色皮膚，紫色嘴唇，鼻樑處有黑色的十字紋和黑色虹膜。此狀態的佐助施展的千鳥為黑色以外，還有驚人的恢復力，連施展的豪火球威力足以壓過鼬，已和脫離體外的大蛇丸一同被鼬的十拳劍封印，佐助的天之咒印就此完全消失。據大蛇丸與兜的描述，咒印的力量源於龍地洞，即為咒印力量屬於仙術查克拉。
| 招式名稱            | 簡介 | 種類 | 等級 |
| ------------------- | --- | ---- | ---- |
| 天之咒印·咒印狀態一 | 身體會浮現有如火燄般的黑色紋路，並在身體周圍冒出大量充滿邪惡氣息的紫色查克拉。                                                                     | 咒印 |      |
| 天之咒印·咒印狀態二 | 變化成擁有灰藍色長髮，手掌形的雙翼（雙翼若毀損可以長出的白蛇代替），灰色皮膚，紫色嘴唇，鼻樑處有黑色的十字紋和黑色虹膜。在此狀態獲得的飛翔的能力。 | 咒印 |      |
| 天之咒印·部分變化   | 佐助已經能隨時部分的身體進行咒印化。 | 咒印 |      |
| 蛇睨呪縛            | 建立在咒印下的術，由袖子中放出兩條白色巨蛇束縛敵人行動。                                                                                           | 忍   | C    |
| 慟哭千鳥            | 咒印狀態下的銀黑色千鳥，也稱咒印千鳥。除了有更強的雷速化外，還擁有更強的貫穿性與威力。                                                             | 忍   | A    |

## 武器
- 草薙劍·千鳥太刀

第二部劇情增加的武器，附加雷遁的草薙劍威力和鋒利度整個都加倍，和大蛇丸的不同，呈白色刀柄的刀（動畫為黑色）。

## 其他
由東山彰良寫作的小說《火影忍者迅雷傳 狼嚎之日》，為官方首部以佐助的第一視角寫成的作品，講述佐助在打倒鼬後、成立「鷹」之前的一段插曲。

### 腳注
1. ↑  從《劇場版BORUTO製作委員會》釋出的PV2宣傳片中得知。

### 資料來源
1. 1 2 3  臨之書P.39~鬥之書P.45
2. ↑  翔之书~陣之書P.049
3. ↑  周刊少年JUMP 2014第51期
4. ↑  陣之書 P.049
5. ↑  臨之書174頁
6. ↑  者之書235頁
7. ↑  陣之書 P.226
8. 1 2  陣之書 P.268
9. ↑  陣之書 P.55&230 、列之書：有關對佐助眼睛解釋是輪迴眼
10. ↑  陣之書 P.318
11. ↑  鬪之書200頁
12. ↑  者之書274頁
13. ↑  漫畫648話大蛇丸稱此為仙術須佐能乎
14. ↑  術名源於陣之書 P.233
15. ↑  術名源於陣之書 P.245
16. ↑  陣之書 P.230

1. 《临之书》，岸本齐史，台湾东立出版社，ISBN 986-11-1631-1，2003年12月9日
2. 《兵之书》，岸本齐史，台湾东立出版社，ISBN 986-11-4962-7，2005年8月17日
3. 《鬪之书》，岸本齐史，台湾东立出版社，ISBN 986-11-8309-4，2006年6月29日
4. 《者之书》，岸本齐史，台湾东立出版社，ISBN 978-4-08-874247-2，2008年9月9日
5. 《陣之书》，岸本齐史，台湾东立出版社，ISBN 978-986-382-631-6，2015年2月10日
6. 《火影忍者》漫画和动画